# Spiralling
Spiralling è un singolo del gruppo musicale britannico Keane, pubblicato il 4 agosto 2008 come primo estratto dal terzo album in studio Perfect Symmetry.

## Descrizione
Traccia d'apertura di Perfect Symmetry, Spiralling è un brano caratterizzato da sonorità prettamente synth pop, a differenza delle melodie piano rock che ha contraddistinto il gruppo negli anni precedenti. Riguardo al brano, il pianista Tim Rice-Oxley ha dichiarato:

## Promizione
Per pubblicizzare l'uscita della canzone il 31 luglio è apparso sul sito ufficiale del gruppo il messaggio "When we fall in love, we're just falling in love with ourselves".
Il singolo è stato reso disponibile per il download gratuito il 4 agosto 2008 attraverso il sito ufficiale del gruppo per una settimana, venendo scaricato da circa 500.000 persone. A partire dal 12 agosto il singolo è stato pubblicato sull'iTunes Store britannico, mentre sulle versioni canadese e statunitense è stato reso disponibile soltanto dal 19 dello stesso mese.

## Video musicale
Il video, diretto da Andras Ketzer, è stato presentato in anteprima dal gruppo il 26 settembre 2008 attraverso il proprio sito ufficiale.

## Tracce
CD promozionale (Europa), 7" (Regno Unito), download digitale
1. Spiralling – 4:19

## Formazione
Hanno partecipato alle registrazioni, secondo le note di copertina di Perfect Symmetry:
Gruppo
- Tom Chaplin – voce, chitarra
- Tim Rice-Oxley – tastiera, chitarra, percussioni, cori
- Richard Hughes – batteria, percussioni, cori

Altri musicisti
- Jesse Quin – basso, percussioni, cori

Produzione
- Keane – produzione
- Jake Davies – ingegneria del suono
- Mark "Spike" Stent – missaggio, produzione aggiuntiva
- Scott Johnson – registrazione
- Stephen Marcussen – mastering

## Classifiche
| Classifica (2008) | Posizione massima |
| ----------------- | ----------------- |
| Belgio (Fiandre)  | 41                |
| Canada            | 52                |
| Germania          | 83                |
| Paesi Bassi       | 29                |
| Regno Unito       | 23                |